# سیارک ۲۶۹۲۱
سیارک ۲۶۹۲۱ (به انگلیسی: 26921 Jensallit، نامگذاری: 1996TF15) بیست و شش هزار و نهصد و بیست و یکمین سیارک کشف شده‌است که در ۱۵ اکتبر ۱۹۹۶ کشف شد.